# 上海迪士尼樂園
上海迪士尼樂園是一座位於上海市浦東新区川沙新镇的迪士尼樂園，也是上海迪士尼度假區中最重要的组成部份。樂園在2011年4月8日動工興建，2016年5月7日開始試營運，並於2016年6月16日12時正式開幕。乐园现有八大主题园区，30余个游乐项目，20多项娱乐演出，2017年客流量共达1100万人。
上海迪士尼樂園是世界第六座、亞洲第三座和中國大陸地區第一座。以單一樂園面積來說，上海迪士尼樂園是世界所有迪士尼樂園中最大的，相當於東京迪士尼樂園加上東京迪士尼海洋、香港迪士尼樂園的3倍；但是以整體度假區佔地来說，上海迪士尼度假区在世界所有迪士尼度假区当中只位居第3，排在美國的迪士尼世界和巴黎迪士尼度假區之後。

## 基本資料
上海迪士尼樂園與其他世界各地傳統「迪士尼樂園」（Disneyland）的規劃有所不同，且不包含許多其他迪士尼樂園內的知名設施，例如“三大山（巨雷山、飛濺山、太空山）、木偶型加勒比海盜、幽靈公館”，取而代之的是“七個小矮人矿山車、雷鸣山漂流、升级版加勒比海盜、飛越地平線”等景点，同时融入中国元素。上海迪士尼樂園不使用迪士尼常見的「樞紐與軸輻」（hub & spoke）設計，樂園內的轉筒「樞紐」區域並不是城堡，而是一個被稱為“奇想花園”的區域、是中央佔地11英畝大型花園；也沒有繞行整個園區的軌道運輸設施（例如小火車、蒸汽火車、纜車、遊樂園輕軌）。该乐园是一座“神奇王国(Magic Kingdom)”风格的主题乐园。
樂園內的旋轉木馬和《小飛象》遊樂設施設置在中央城堡的「前方」而非後方，這是迪士尼樂園中首次出現的規劃設計。此外，與其他迪士尼樂園不同，上海迪士尼樂園中沒有「探險世界」（Adventureland）而由“探險島”代替、沒有「美國小鎮大街」（Main Street U.S.A.）而由“米奇大街”代替，而且增加了奇想花园主题园区。在開幕時，上海迪士尼樂園建园之初共有六個主題區域，分別為：米奇大街（Mickey Avenue）、夢幻世界（Fantasyland）、奇想花園（Gardens of Imagination）、明日世界（Tomorrowland）、寶藏灣（Treasure Cove）和冒險島（Adventure Isle）、2018年4月26日第七个主题园区“迪士尼·皮克斯玩具总动园”正式开放、2023年12月20日第八个主题园区疯狂动物城（Zootopia）正式开放。
華特迪士尼公司和上海申迪集團设立了两家合資公司作为乐园的业主，又设立了一家合资公司负责运营。业主公司由上海申迪集团持股57%，美国迪士尼公司43%，而管理公司则为迪士尼公司持股70%，申迪集团30%。

## 主題園區

### 米奇大街
上海迪士尼樂園包含一個类似于美国华特迪士尼世界度假区，迪士尼好莱坞影城主题乐园入口區域的同名入场园区「米奇大街」（Mickey Avenue），取代傳統的「美國小鎮大街」（Main Street U.S.A.），是卡通世界（Toon Town）和原本的美國小鎮大街的結合體，此區域內設有多間以迪士尼各時期歷史為主題的商店和餐廳。

#### 景点

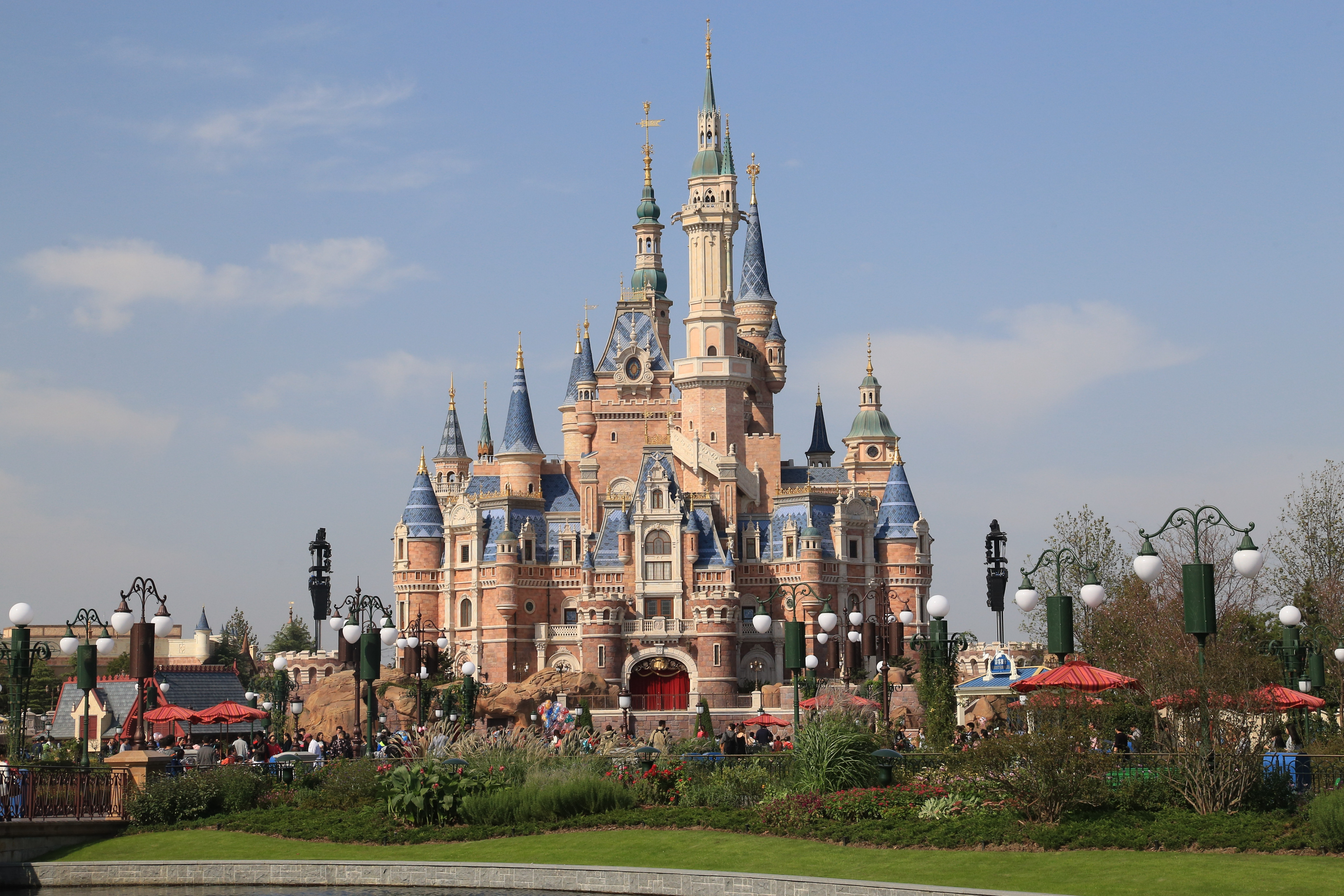
奇幻童话城堡

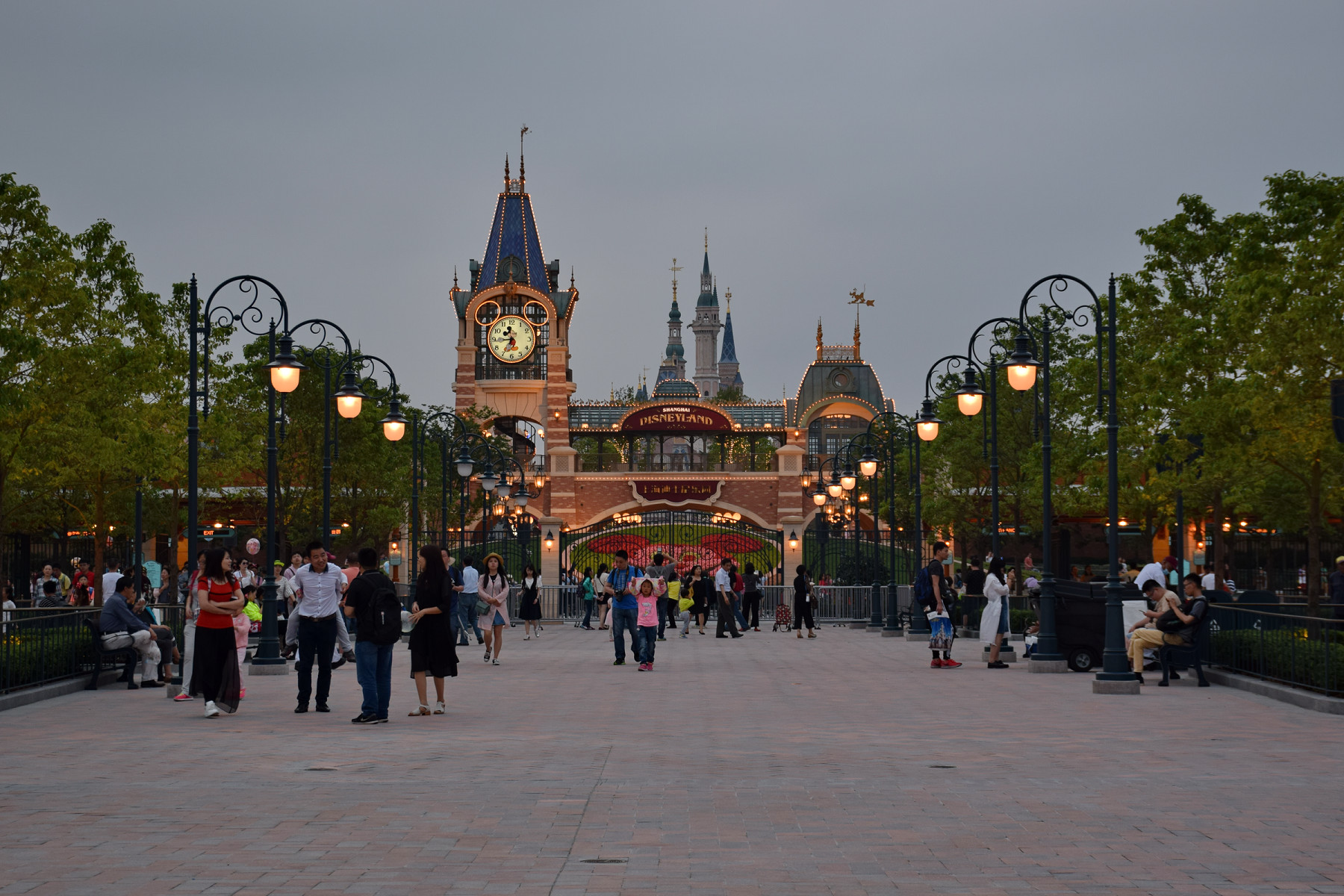
主入口

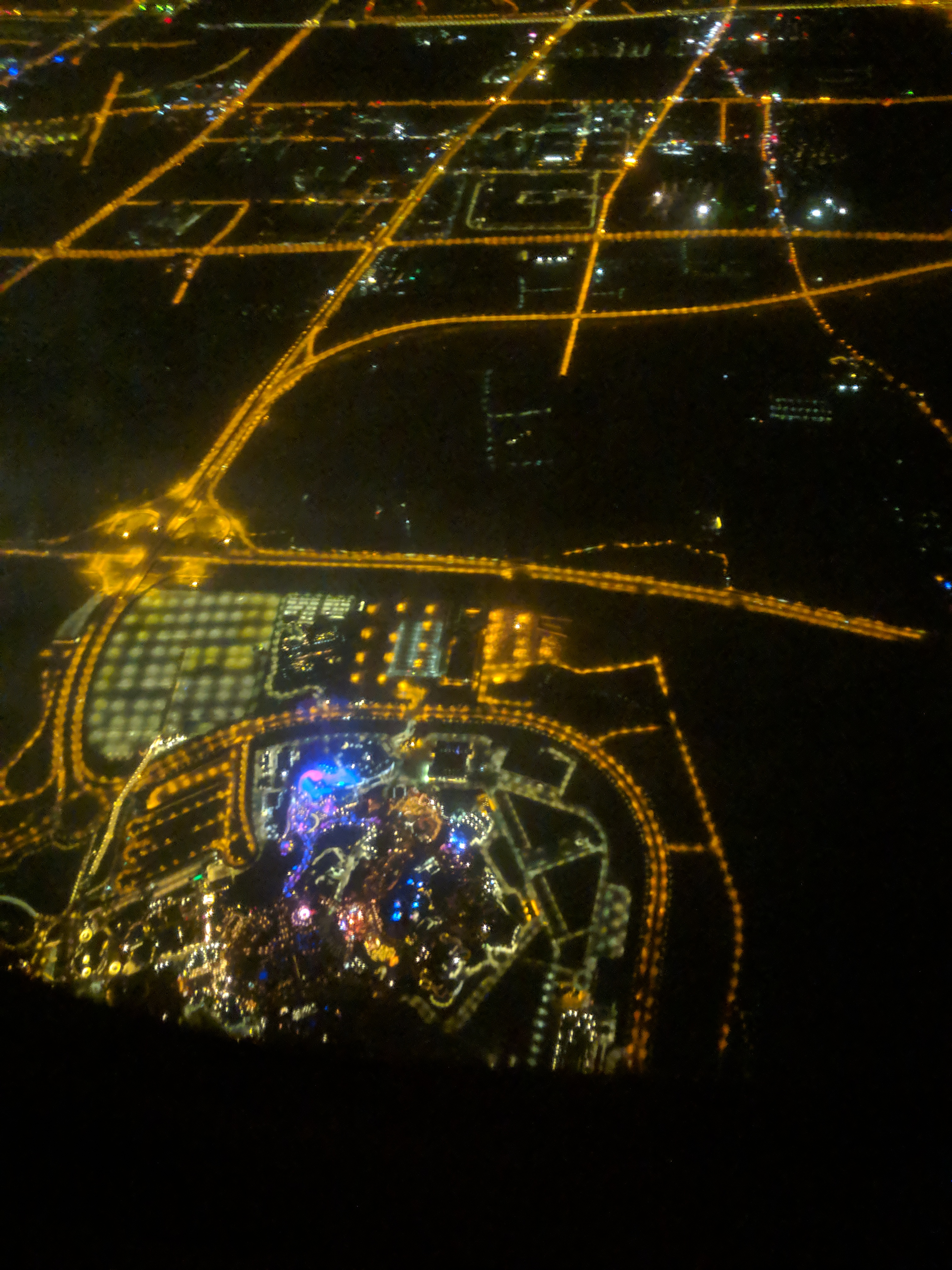
俯瞰迪士尼

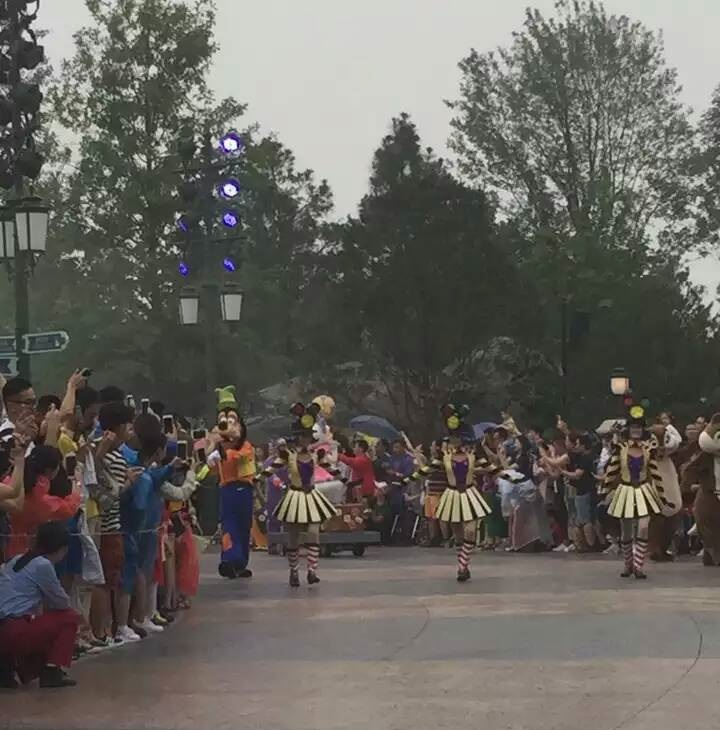
2016年6月16日上海迪士尼乐园开幕当日的巡演

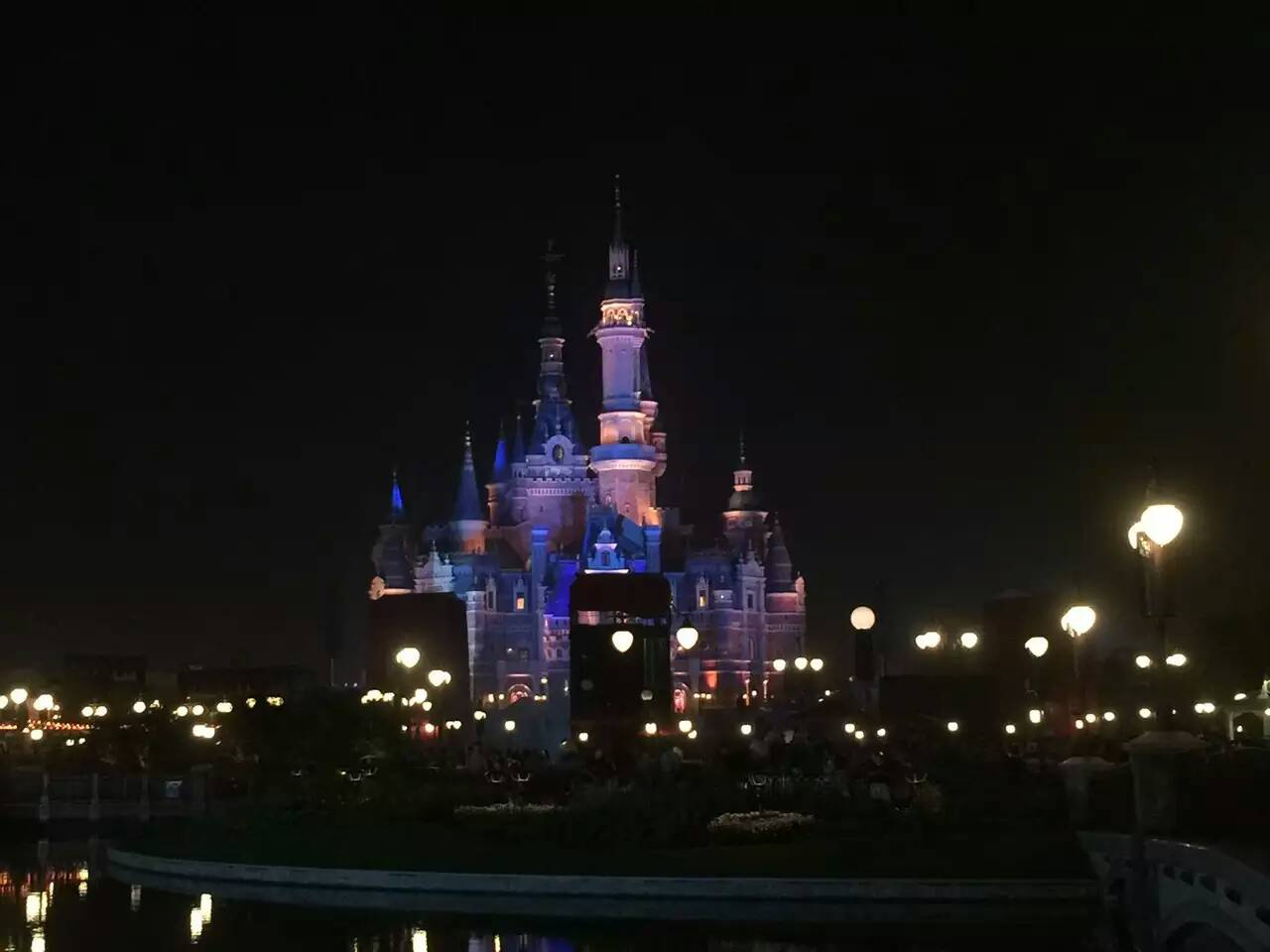
2016年6月16日上海迪士尼乐园开幕当日的奇幻童话城堡夜景

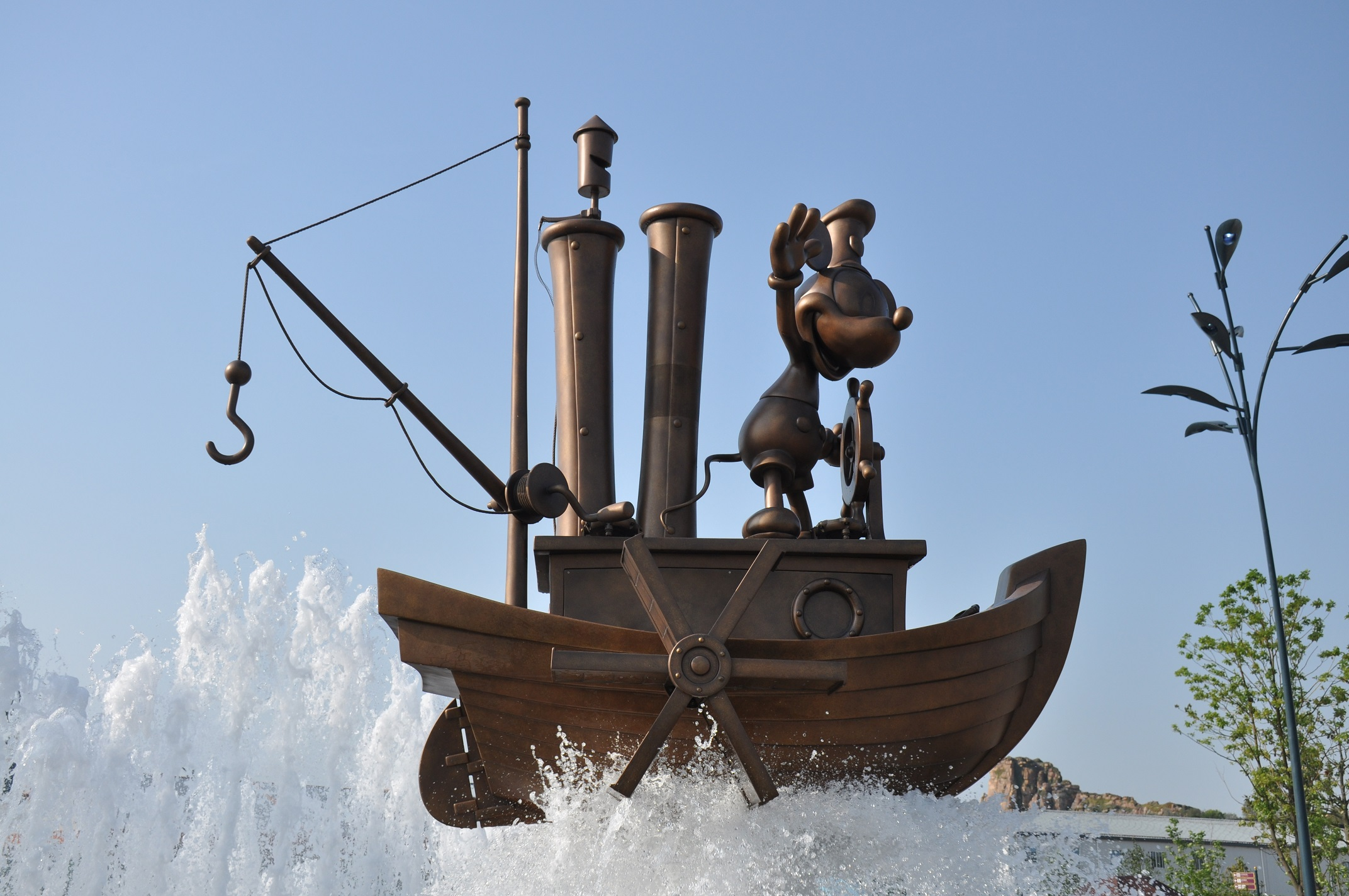
上海迪士尼乐园入口处的米老鼠雕塑喷泉

- 上海迪士尼樂園的樂團（Shanghai Disneyland Band）
- 米奇妙遊童話書（Mickey’s Storybook Adventure）

#### 餐飲
- Club 33（只限會員）
- 米奇好夥伴美味集市（Mickey & Pals Market Café）
- 琦妙美味屋（CookieAnn Bakery Cafe）小米大廚烘焙坊（Rémy's Patisserie）
- 甜心糖果（Sweethearts Confectionery）
- 帕帕里诺冰激凌 （Il Paperino）
- 奇奇與蒂蒂果攤（Chip & Dale's Treehouse Treats）

#### 商店
- M大街購物廊（Avenue M Arcade）
- 老车站商店（Whistle Stop Shop）

### 奇想花園
「奇想花園」（Gardens of Imagination）坐落於樂園中央的奇幻童话城堡前方，由多座小型花園組成，佔地11英畝，取代迪士尼樂園傳統的「樞紐」區域。其中包含一座以十二生肖為主題的「十二朋友園」（Garden of the Twelve Friends），把十二生肖與迪士尼明星齊聚一堂，並將有以迪士尼角色為主角的馬賽克瓷磚拼貼。一座以《幻想曲》為主題的旋轉木馬景点，和「小飛象」（Dumbo The Flying Elephant）也出現在此區域。此外，漫威英雄总部也坐落奇想花园，游客可以进入漫威帐篷化身钢铁侠，与美国队长、蜘蛛侠等漫威人物合影互动。
奇想花园内的餐厅漫月食府是一栋古色古香的中式园林建筑，把“漫月”游历四方的经历就巧妙融合在餐厅不同区域的布局中。

#### 景點
- 小飛象（Dumbo the Flying Elephant）
- 幻想曲旋轉木馬（Fantasia Carousel）
- 十二朋友園（Garden of the Twelve Friends）
- 米奇童話專列（"Mickey's Storybook Express" daytime parade）
- 音悅園：唐氏太極（Tai Chi with Character at Melody Garden）
- 漫威英雄总部（Marvel Universe）

#### 餐廳
- 花间美味（Picnic Basket）
- 提摩太小吃（Timothy's Treats）
- 漫月食府（Wandering Moon Restaurant）

#### 商店
- 小贵客礼品屋 （Be Our Guest Boutique）
- 马戏团小货车 Casey Jr. Trinket Train
- Melody Time Gifts
- 漫月食府-特选商品专享商店 只限中签者

### 夢幻世界
全球所有的迪士尼乐园都拥有「梦幻世界」（Fantasyland）區域，上海迪士尼樂園中包含新版本的「梦幻世界」（Fantasyland）區域。樂園的城堡名為「奇幻童话城堡」（Enchanted Storybook Castle），在《海洋奇緣》之前所有的迪士尼公主都在此出現，是所有迪士尼樂園城堡中最具互動性的一座。
梦幻世界區域內有新版本的「小飛俠天空之旅」（Peter Pan's Flight），以及在华特迪士尼世界神奇王国內也設有的「七个小矮人矿山车」（Seven Dwarfs Mine Train）。與香港迪士尼樂園的「瘋帽子茶派對」（Mad Tea Party）旋轉杯設施不同，上海迪士尼建有以「小熊維尼」为主题，稱為「旋轉瘋蜜罐 」（Hunny Pot Spin）的類似設施。區域內有一座全新遊樂設施「晶彩奇航」（Voyage To The Crystal Grotto），遊客可乘坐船舶穿梭于城堡内外，观赏到以美女与野兽、阿拉丁、幻想曲、魔髮奇缘、花木兰、小美人鱼为主题的音乐喷泉和雕塑。此外，區域內也有「小熊維尼歷險之旅」室內景點和以《愛麗絲夢遊仙境》為主題的迷宮。

#### 景點
- 愛麗絲夢遊仙境迷宮（Alice in Wonderland Maze）
- 百靈故事會（Bai Ling Storytime）
- 奇幻童話城堡（Enchanted Storybook Castle）
  - 金色童话盛典（Golden Fairytale Fanfare）
  - 「點亮奇夢：夜光幻影秀」（"Ignite the Dream: A Nighttime Spectacular of Magic and Light"）
  - 漫遊童話時光（Once Upon A Time Adventure）
  - 迎賓閣（Storybook Court）
  - 季节限定：“夏日狂欢节”城堡秀（Seasonal: "Summer Blast" Castle Show）
- 夢幻節（Fantasy Festival）
- 林間劇場：「冰雪奇緣：歡唱盛會」（"Frozen: A Sing-Along Celebration" at Evergreen Playhouse）
- 旋轉疯蜜罐（Hunny Pot Spin）
- 小飛俠天空奇遇（Peter Pan's Flight）
- 七個小矮人礦山車（Seven Dwarfs Mine Train）
- 小熊維尼歷險记（The Many Adventures of Winnie the Pooh）
- 吟遊劇團（Traveling Troubadours）
- 晶彩奇航（Voyage to the Crystal Grotto）

#### 餐飲
- Corner Market
- 魔法师秘制小食 Merlin's Magic Recipe
- 仙女教母妙味橱 Fairy Godmother's Cupboard
- 皮諾丘鄉村廚房（Pinocchio Village Kitchen）
- 皇家宴會廳（Royal Banquet Hall）
- 老藤樹食棧（Tangled Tree Tavern）
- 吟游风味 Troubadour Treats

#### 商店
- 繽紛變幻沙龍（Bibbidi Bobbidi Boutique）
- Castle Gifts
- 米奇米妮同心鋪 Mickey & Minnie's Mercantile
- 森林百物 Hundred Acre Goods
- 礦山寶藏 Mountain Treasures

### 寶藏灣
「寶藏灣」（Treasure Cove）是上海迪士尼樂園獨有的全新主題區域，上海迪士尼樂園拥有其5年独有权，以《加勒比海盜》系列電影為主題。此區域有全新獨創版本的「加勒比海盜」遊樂景点，名為「加勒比海盜：沉落寶藏之戰」（Pirates of the Caribbean: Battle for Sunken Treasure），使用在其他樂園中未曾見過的全新科技和特殊效果。區域內的凡迭戈剧院上演以傑克·史派羅船長為主角的特技表演。

#### 景點
- 加勒比海盜—沉落寶藏之戰（Pirates of the Caribbean – Battle for the Sunken Treasure）
- 探險家獨木舟（Explorer Canoes）
- 凡迭戈劇院：「風暴來臨—傑克船長之驚天特技大冒險」（"Eye of the Storm: Captain Jack's Stunt Spectacular" at El Teatro Fandango）
- 船奇戲水灘（Shipwreck Cove）
- 探秘海妖复仇号（Siren's Revenge）

#### 餐飲
- 巴波薩燒烤（Barbossa's Bounty）
- 水手大排档（Pintel & Rigetti's Grub to Grab）
- 海怪小吃（The Snackin' Kracken）
- 土图嘉风味（Tortuga Treat）

#### 商店
- 達布隆集市（Doubloon Market）

### 探險島
「探險島」（Adventure Isle）是一個與其他迪士尼樂園內「探險世界」類似的主題區域。與巴黎迪士尼樂園的探險世界类似，上海的探險島區域內沒有「叢林巡航」（Jungle Cruise）景点，亦没有「巨雷山极速矿车」（Big Thunder Mountain）景点，取而代之的是类似迪士尼加州冒險樂園內「灰熊山谷漂流」（Grizzly Gulch River Run），而上海迪士尼樂園以外型看似鱷魚及古龍的巨獸為主題,命名其「雷鳴山漂流」「Roaring Rapids」，以及以迪士尼加州冒險樂園內「飛越加州」（Soarin' Over California）為藍本的升级新版本「翱翔飛越地平線」（Soaring Over The Horizon），这个升级新版本的景点于2016在迪士尼加州冒險樂園和华特迪士尼世界度假區Epcot乐园同步上海迪士尼樂園的开幕登场。此外，區域內建有一座名為「古蹟探索營」（Camp Discovery）的步行遊樂設施，其設計與迪士尼加州冒險樂園內的「紅木溪挑戰步道」（Redwood Creek Challenge Trail）相似。

#### 景點
- 古蹟探索營（Camp Discovery）
- 歡笑聚友會（Happy Circle）
- 雷鳴山漂流（Roaring Rapids）
- 翱翔·飛越地平線（Soaring Over the Horizon）
- 明石台（Stone of the Sun and Moon）
- 故事舞台：「人猿泰山：叢林的呼喚」（"Tarzan: Call of the Jungle" at Storyhouse Stage）

#### 餐飲
- 水虎鱼大口咬（Piranha Bites）
- 部落豐盛堂（Tribal Table）

#### 商店
- Adventure Supplies
- 笑猴商铺 （Laughing Monkey Traders）
- 奇奇蒂蒂淘淘铺（Chip&Dale Trading Post）
- 霓蛙彩物 （Rainbow Frog Trinkets）
- 达菲和朋友们欢聚部落丰盛堂 （A Celebration of Duffy and Friends at Tribal Table）

### 明日世界
全球所有的迪士尼樂園都拥有以太空为主题的「明日世界」區域，上海迪士尼樂園则有一個在設計上與傳統略有不同的「明日世界」區域。上海的明日世界不再以“太空”为主题，取而代之的是浓浓的金属感、科技感、未来感。上海迪士尼樂園的明日世界沒有「飛越太空山」（Space Mountain）景点，取而代之的是以《創：光速戰記》（Tron）為主題的全新半室內骑行雲霄飛車，名為「创极速光轮」。此外，迪士尼熱門的巴斯光年室內景点以新版在上海迪士尼樂園中出現，稱為「巴斯光年星際營救」（Buzz Lightyear Planet Rescue），該景點設施內使用與其他迪士尼樂園不同的全新科技。巴黎/東京迪士尼的互動景点「幸會史迪仔」（Stitch Encounter）也在上海迪士尼樂園中出現。区域内的喷气背包飞行器拥有极佳的俯瞰乐园视角。与其他迪士尼乐园明日世界播放的背景音乐不同，上海迪士尼乐园明日世界区域的背景音乐使用作曲家Brian Transeau的作品

#### 景點
- E空间聚乐部
- 巴斯光年星際營救（Buzz Lightyear Planet Rescue）
- 噴氣背包飛行器（Jet Packs）
- 星球大戰遠征基地（Star Wars Launch Bay）
- 太空幸會史迪奇（Stitch Encounter）
- 創極速光輪（Tron Lightcycle Power Run）
- 创界（Tron Realm）

#### 餐飲
- 旋味 （Spiral Snacks）
- 星露台餐廳（Stargazer Grill）

#### 商店
- 星际贸易港 （Intergalactic Imports）
- 晶品 （The Light Stuff）

### 迪士尼•皮克斯玩具總動園
迪士尼•皮克斯玩具總動園于2018年4月26日下午1時起正式對外開放，是上海迪士尼乐园内第七个主题园区。此玩具總動園（Pixar Toy Story Land）呈现一个五彩缤纷、热闹非凡的世界。在这里，游客会感觉自己仿佛缩小至《玩具总动员》影片里备受喜爱的玩具的大小，在主人公安迪家的花园度过充满欢声笑语的时光。玩具们被赋予了生命，在这个完全沉浸式的园区里尽情玩耍。园区包括三个全新的游乐项目和一个独特的与迪士尼朋友见面的主题区域。

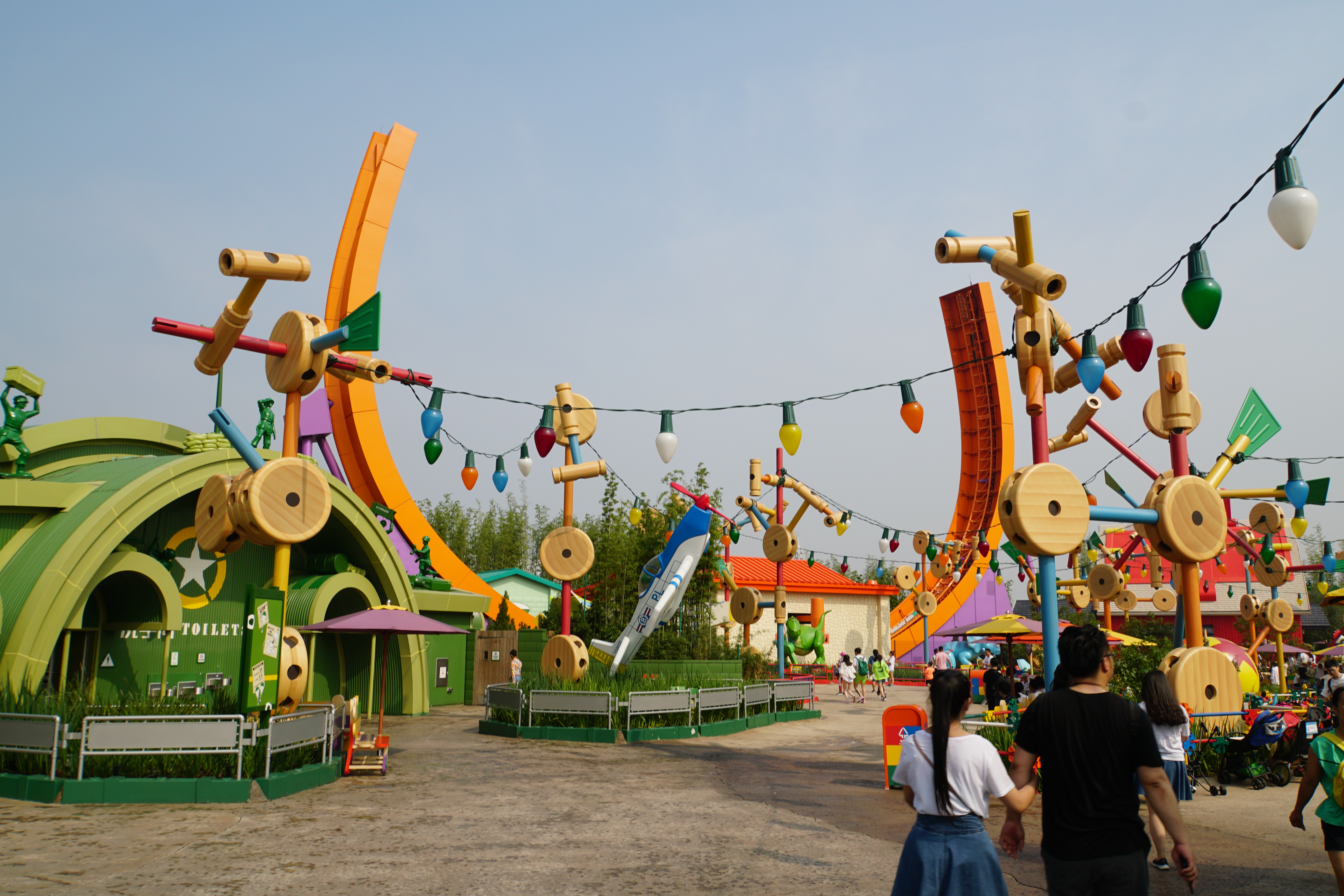
抱抱龙冲天赛车

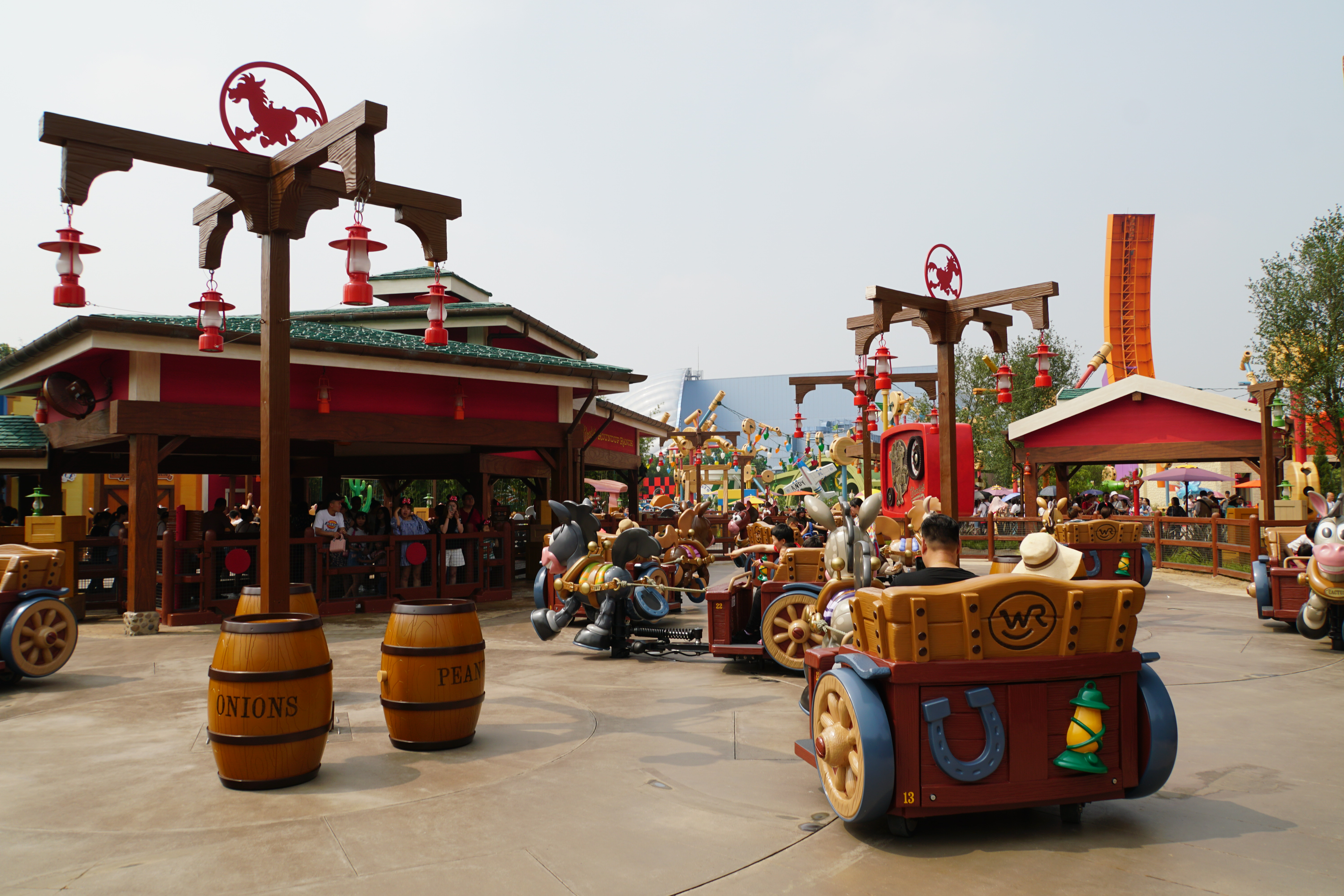
胡迪牛仔嘉年华

#### 景點
- 抱抱龙冲天赛车（Rex's Racer）
- 弹簧狗团团转 （Slinky Dog Spin）
- 胡迪牛仔嘉年华  (Woody's Roundup)

#### 餐飲
- 玩具盒欢宴广场·玩具們的玩具盒（Toy Box Café）
  - 巴斯光年的飛船盒
  - 土豆先生和土豆太太的情侶盒
  - 粉紅熊的草莓冰淇淋盒

#### 商店
- 艾尔玩具店 (Al's Toy Barn)

### 疯狂动物城

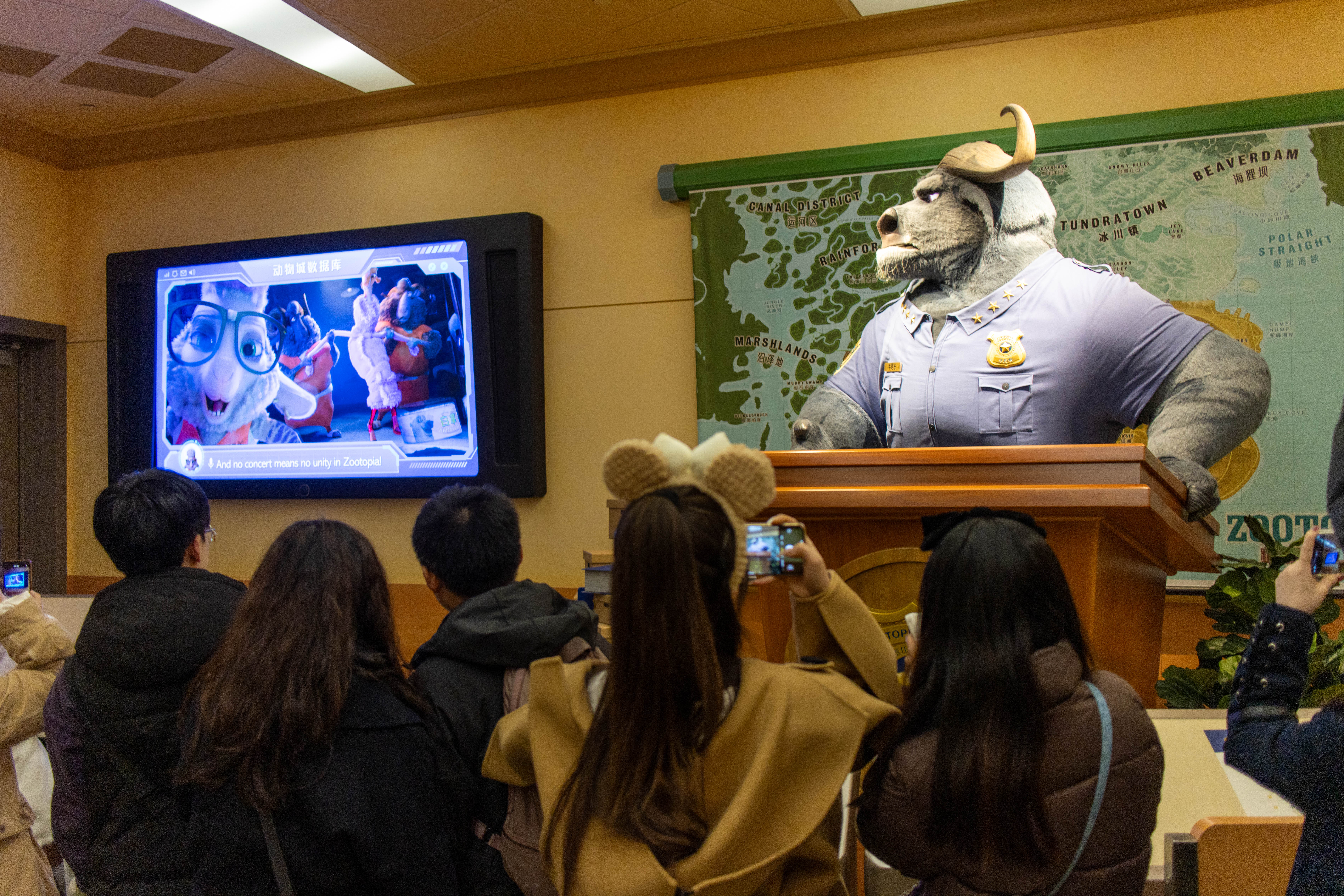
瘋狂動物城：熱力追蹤

全新扩建的第八個主題園區“瘋狂動物城”主题园区於2019年12月9日開工，並於2023年12月20日開幕。瘋狂動物城将以华特迪士尼公司电影《優獸大都會》中的角色和故事为灵感。園區設有全新遊樂設施、娛樂演出、商店及餐飲選擇。

#### 景點
- 疯狂动物城：热力追踪 （Zootopia: Hot Pursuit)
- 迪士尼瘋狂動物城生活秀( Disney Zootopia Comes Alive)

#### 餐飲
- 大象甜品店 (Jumbeaux’s Cafe)
- 動物城食集 (Zootopia market)

#### 商店
- 露露精品店 (Fashions by Fru Fru)

## 乐园合作伙伴（赞助商）
- 百事公司
  - 康师傅控股
- 立白集团
- 太平洋保险
- 中国银联
- 中国东方航空
- 天猫
- 斯凯奇
- 蒙牛乳业
- 上汽通用汽车
- 潘多拉珠宝（上海）
- 远望谷信息技术股份有限公司
- 中国工商银行
- 滴露
- 一嗨租车

## 乐园门票及年卡

### 主题乐园门票
2016年2月3日，上海迪士尼乐园公布其门票价格。其中平日门票价格为人民币370元，高峰日（节假日、周末、暑期）、盛大开幕期（2016年6月16日至30日）的门票价格为人民币499元，儿童（身高1至1.4米）、老年人（65周岁及以上）和身障游客购买门票可享受七五折特别优惠。婴幼儿（身高1米及以下）可免票入园。游客若购买两日联票可享有总价九五折的优惠。该票价结构在2016年6月16日到2018年6月5日间采用。
自2018年6月6日起，上海迪士尼乐园门票涨价并采用三级票价结构，分别为：平日、高峰日和假期高峰日。上海迪士尼乐园的平日门票价格为399元人民币。需求较高的高峰日（包括暑假、周末和大部分节假日）的门票价格为575元人民币。需求更高的两个假期高峰日（即春节和国庆节假日）的门票价格为665元人民币。
。
2022年12月23日，上海国际主题乐园和度假区管理有限公司发布上海迪士尼票务调整方案。自2023年6月23日起，上海迪士尼度假区将在现行四级票价结构下调整上海迪士尼乐园的门票价格，各级定义及对应的票价如下：
- “常规日”门票价格为 475 元人民币，涵盖大部分平日和部分周末；
- “特别常规日”门票价格为 599 元人民币，涵盖部分周末和部分平日；
- “高峰日”门票价格为 719 元人民币，涵盖夏季大部分日期、部分中国法定节假日放假和调休期间及其前后部分日期、国际性节日庆祝期间、乐园特别活动日以及其他客流高峰日；
- “特别高峰日”门票价格为 799 元人民币，涵盖部分中国法定节假日放假和调休期间、乐园特别活动日以及夏季部分日期。

自开园以来，上海迪士尼乐园执行实名制购票入场政策，但实际上执行的是弱实名制，即每张证件可在同一个入园日购买最多5张门票（包含购票人）。此举容易发生黄牛囤票、炒票等问题。2024年9月24日，上海迪士尼乐园宣布在年底前执行更严格的实名制购票入场政策，每位游客需要使用有效证件购票，每张证件只能在同一个入园日购买1张门票。对于未申领《中华人民共和国居民身份证》的中国内地儿童游客可使用其他同时包含照片和身份证号的其他身份证明。此政策同时适用于购买乐园年卡。新的实名制购票政策自2024年12月23日起生效。

### 上海迪士尼乐园年卡
上海迪士尼乐园年卡有效期为三百六十五（365）天，自购买日起十五（15）天自动起算，不受兑换年卡及游客初次入园日期影响。
上海迪士尼乐园年卡失效前60天（含有效期最后一天）为续卡期，在此期间进行续卡可享受年卡价格9折的优惠以及一系列续卡优惠大礼包。
2022年8月29日，上海迪士尼乐园发布公告宣布暂停销售梦幻水晶卡，但处于续卡期的年卡用户仍可续卡至梦幻水晶卡。
2023年3月17日，上海迪士尼乐园发布公告宣布为更好管理客流和保障乐园内游客体验，自2023年3月17日8:00起，暂停销售所有年卡（包括无限钻石卡、星光宝石卡和梦幻水晶卡），但续卡期的年卡用户仍可进行续卡。
2023年9月15日，上海迪士尼乐园发布公告，宣布上海迪士尼年卡重磅回归，并推出全新的“幻彩珍珠卡”，同时从9月15日起停止发售“梦幻水晶卡”（包括购买新卡和续卡）。此次回归后，星光宝石卡的价格上调为2759元，无限钻石卡的价格上调为4399元。同时年卡购物和餐饮权益也有所调整，幻彩珍珠卡将取消购物和餐饮8折权益，改为发放商品满减优惠券和餐饮满减优惠券，星光宝石卡和无限钻石卡的8折购物上限金额调整为10万元。
2024年6月7日，上海迪士尼乐园发布上海迪士尼乐园年卡奇妙焕新的公告，推出“奇梦翡翠卡”，并同时停止发售“星光宝石卡”（续卡至星光宝石卡于2024年6月11日零时截止），此外为配合年卡权益的调整，“无限钻石卡”将暂停销售（包括新购无限钻石卡和升级至无限钻石卡）。此次年卡政策调整后，所有年卡将取消购物8折权益，购物优惠将通过发放商品满减优惠券的形式进行，餐饮优惠也同步调整为发放适用于所有餐饮点的餐饮优惠券的形式（幻彩珍珠卡为餐饮满减券，奇梦翡翠卡和无限钻石卡为餐饮8折券）。
目前上海迪士尼乐园可用的年卡分为五种：幻彩珍珠卡、梦幻水晶卡、奇妙金卡、奇梦翡翠卡、星光宝石卡和无限钻石卡。历史上还曾经出现过探索银卡。

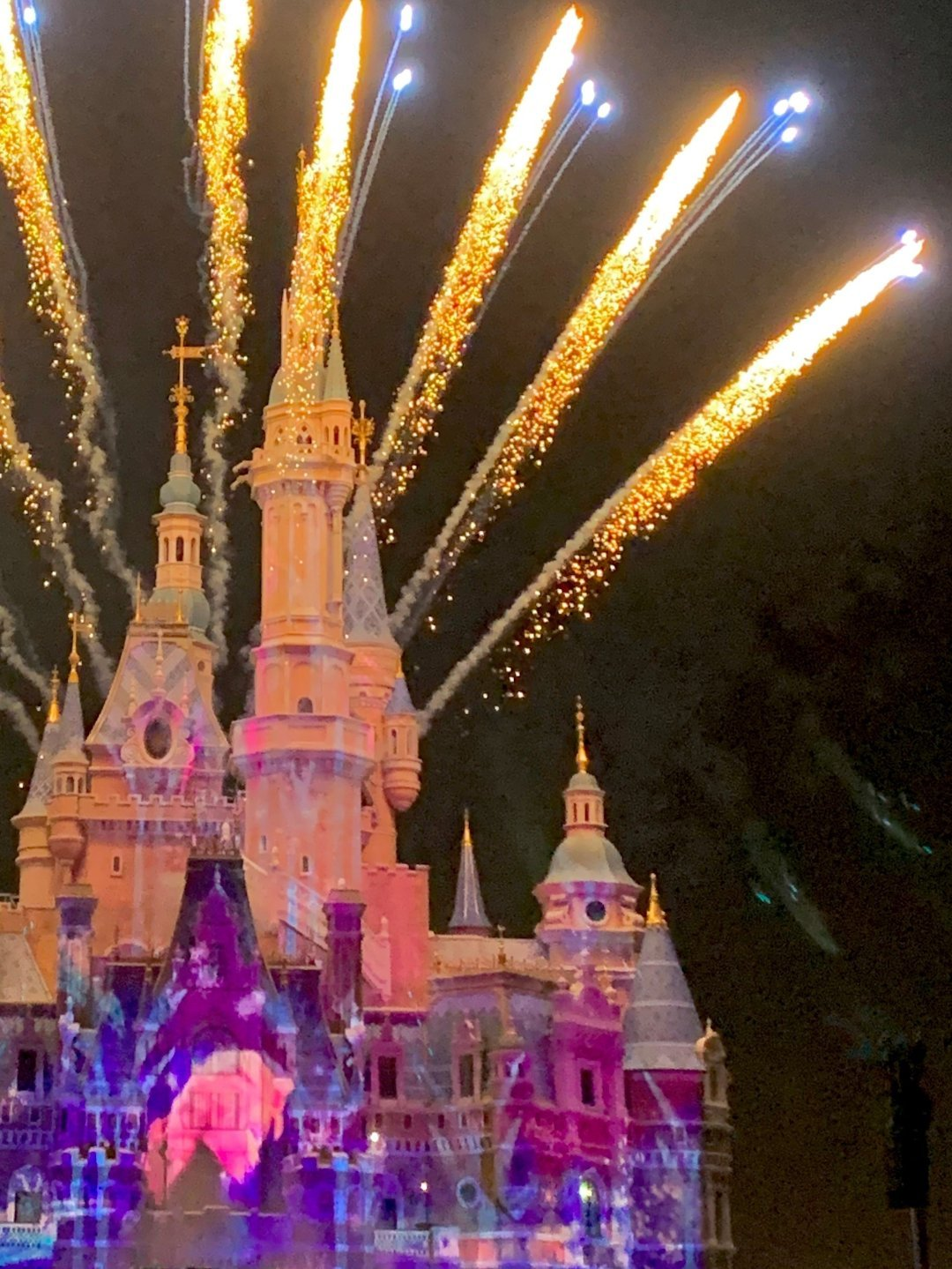
上海迪士尼乐园烟花秀

幻彩珍珠卡、梦幻水晶卡、奇梦翡翠卡和星光宝石卡的持卡人在入园前，须在上海迪士尼度假区官方网站、App、上海迪士尼度假区官方微信公众号或微信迪士尼年卡小程序上的“可预约入园日”内选择入园日期进行预约，在预约成功后，获取上海迪士尼乐园预约码，方可入园。
| 年卡类型   | 标准价格 | 年可入园日  | 是否需要预约 | 是否在售                  |
| ---------- | -------- | ----------- | ------------ | ------------------------- |
| 幻彩珍珠卡 | 1399     | 不少于200天 | 是           | 是                        |
| 梦幻水晶卡 | 1699     | 不少于256天 | 是           | 否（2023年9月15日起停售） |
| 奇妙金卡   | 1899     | 不少于256天 | 否           | 否                        |
| 奇梦翡翠卡 | 2599     | 不少于300天 | 是           | 是（2024年6月11日起售）   |
| 星光宝石卡 | 2759     | 不少于350天 | 是           | 否（2024年6月7日起停售）  |
| 无限钻石卡 | 4399     | 365天       | 否           | 是                        |

## 開幕
2016年6月15日，上海迪士尼乐园举行开园庆典，庆典邀请了众星表演节目以庆祝开园。谭盾、孙俪、谭维维、张靓颖、李克勤、郎朗等均在庆典上表演节目。中国大陆东方卫视、美国迪士尼频道、迪士尼XD以及Facebook专页均对此现场直播报道。
2016年6月16日上午，上海迪士尼樂園正式開幕，中共中央政治局委員、國務院副總理汪洋、中共中央政治局委員、上海市委書記韓正與華特迪士尼公司董事長羅伯特·艾格出席開幕式，中共中央總書記習近平致賀信。上海市市長楊雄亦在開幕式致辭，他表示上海迪士尼歷時17年才落成。

### 逸闻
2016年6月16日，中共中央政治局委員、國務院副總理汪洋在当时正在下雨的上海迪士尼乐园开幕式称：「中國文化裏水為財，現在下雨，表示下着的是美元、或者人民幣」。

## 问题、事件与争议

### 设备故障频发
上海迪士尼开园首日，一些游乐项目出现不少故障，例如七個小矮人礦山車一度停機，樂園主打的“加勒比海盜”亦於晚間發生故障，座位上的壓杆無法打開，船上的遊客被困，但工作人員未能及時廣播。第二天更出现“创极速光轮”故障導致不少游客被困近十小时的狀況，截至6月18日北京时间零时，故障仍然沒有修復。
2016年8月6日，迪士尼乐园在不经事先通知的情况下关停检修多个游乐设施，致使不少游客，特别是排队等待三四个小时的游客不满甚至愤怒。事后，迪士尼方面经上海市公安局迪士尼派出所调解，赔偿部分游客一年内可用的门票一张，另一部分游客两个游乐设施的快速通行证，拒绝所有游客的退票要求。但游客仍然愤慨万分，理由是：第一，当时已接近游乐园闭园时间；第二，没有人愿意因为一张门票而再次花費巨额费用前往上海迪士尼乐园，且上海迪士尼乐园官方的蛮横态度已经給他們留下负面印象。

### 不文明行为
另外，在开园期间出现了一些不文明的行为，例如插队硬闯、乱扔垃圾等，也有一些游客持假冒快速通行证（FastPass）强行插队，后被工作人员劝退。

### 园区管理问题

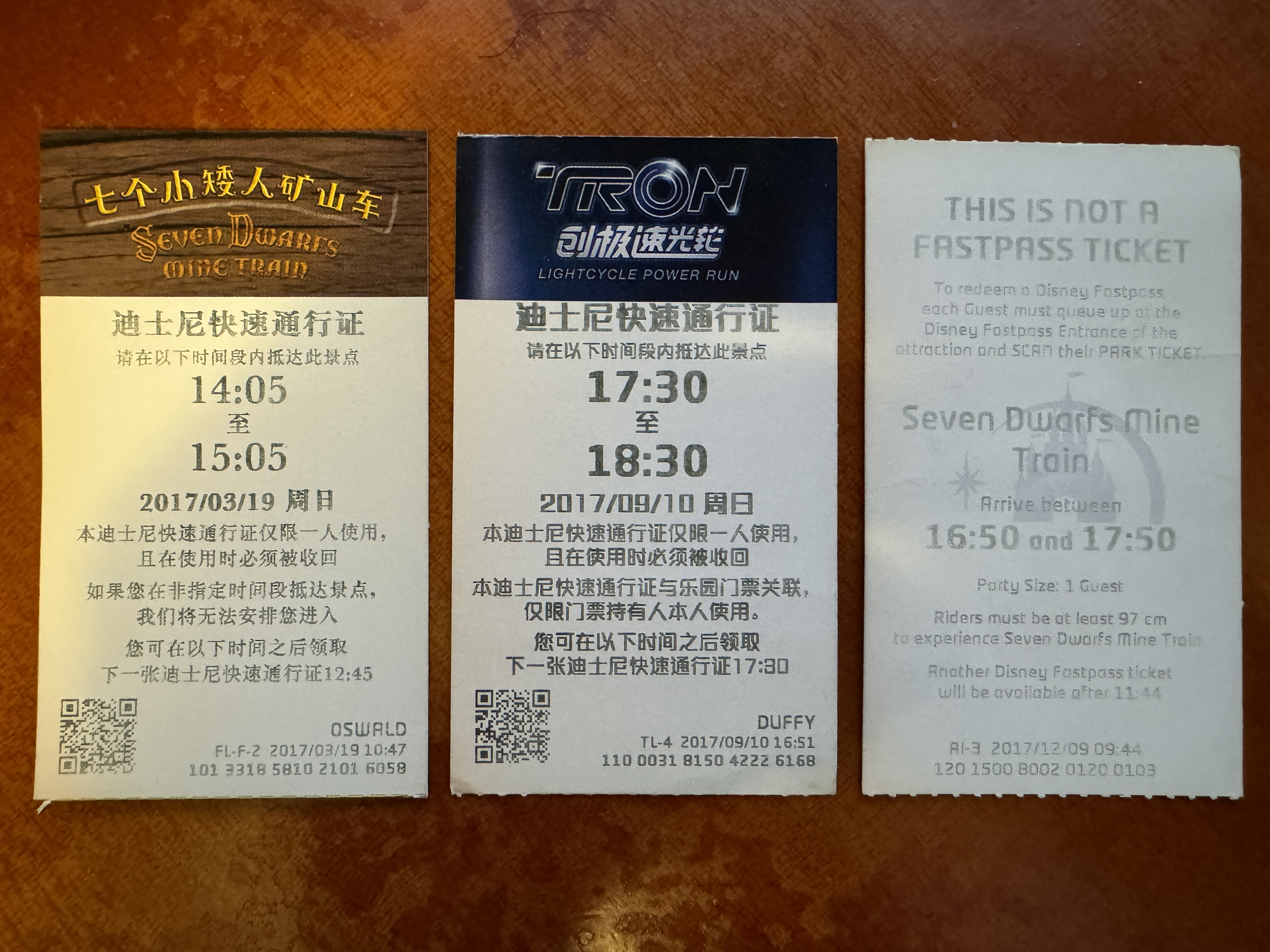
上海迪士尼乐园快速通行证的变迁，原可直接凭票使用，因“黄牛”倒卖现象猖獗，后期改为与门票绑定，最后改为电子版快速通行证，单据仅作为提醒时间专用。

浙江电视台教育科技频道《小强热线》曾有调查报道称，某些从第三方网站订票的游客排队两小时仍然无法如愿入园，前往票务中心排队两小时依然无法换到实体门票，游园兴致因此被一扫而光。安徽电视台公共频道多档新闻报道也有暗访称，园区内物价昂贵而且不开发票，且投诉无门。
有报道称有游客曾试图使用从第三方渠道购买的55张上海迪士尼门票，结果仅22张可用。9月又有曝光称一外地旅游团有10张票“已被使用”。事后迪士尼官方对该游客作出相应数额的赔偿。经调查为某协管上海迪士尼乐园票务第三方机构的工作人员白某某作梗，与下线“黄牛”共计非法获利49万余元。目前犯罪嫌疑人白某某等已被上海市浦东新区人民检察院依法批准逮捕。
此外，园区管理漏洞百出，“黄牛”问题一贯猖獗，倒卖门票、快速通行卡，纵容游客加塞甚至疑似“内外勾结”等问题依旧突出。目前，针对长期困扰园区的“黄牛”问题，迪士尼方面称已换发新的电子版快速通行证。

### 禁带外食规定与侵犯个人隐私争议
开园初期，上海迪士尼乐园允许未拆封的食品入园。2017年11月15日，上海迪士尼乐园调整了《上海迪士尼乐园游客须知》，新规定禁止游客携带任何食品和酒精饮料入园，非酒精饮料容量不得超过600毫升，引发争议。
2019年，华东政法大学学生王洁莹将上海迪士尼起诉法庭，请求确认“禁止游客携带食品入园”格式条款无效。中国中央电视台的记者进行探访发现，上海迪士尼会游客携带的包进行人工搜查，以防食品和危险品带入园内。有律师表示这一行为侵犯了公民的隐私权，是违反法律的行为。对此，上海市浦东新区消费者权益保护委员会表示，上海迪士尼乐园不接受调解，不会就禁带食物、翻包检查等规定做更改。上海迪士尼乐园亦就此事发表声明称“对于给游客带来的不便，上海迪士尼度假区团队深表歉意，将持续探索新的方式以进一步提升安检流程和服务水准”。9月6日，上海迪士尼乐园表示将推出包括入园安检和外带食物政策等方面的多项举措，包括对现有的人工包检方式进行优化，调整外带食物政策，允许游客将可以携带供自己食用的食品进入乐园，但需再行加工、保温存储及带刺激性气味的食品仍然被禁止。9月11日，上海迪士尼乐园正式实施携带食品入园的新规，新规明确方便面、自热食品、需要用刀切开的整个西瓜、榴莲、臭豆腐、酒精饮料、罐装和玻璃容器等均被禁止携带入园。12月2日，上海迪士尼乐园在安检区启用X光机，并启用辅助人工服务等手段。
2019年9月12日，上海市浦东新区人民法院就华东政法大学学生王洁莹诉上海迪士尼禁带外食案达成调解协议，被告上海国际主题乐园有限公司补偿原告王洁莹人民币50元。

### 台风“利奇马”退票争议
2019年8月9日，因台风“利奇马”影响，上海迪士尼度假区（包括上海迪士尼乐园）于10日暂停开放，此为开园以来首次因天气原因闭园。根据上海迪士尼的闭园通知，购买了8月10日门票的游客可在未来6个月内（即2020年2月10日闭园前），任选一天使用，而购买了《美女与野兽》音乐剧的游客可联系原渠道改期或退票。对于门票“只改期、不退票”的方案，多数游客表示不满意，亦有律师表示，上海迪士尼因为台风闭园行为无需承担违约责任，但消费者同样有权解除合同，即要求上海迪士尼退款。8月10日13时许，上海迪士尼官方微博发出一则新的声明，声明显示：“因故在未来六个月无法到访的游客，可以联系原购买渠道进行退款。”

### 因疫情暫時關閉
2020年1月24日，因2019冠狀病毒病疫情，上海迪士尼樂園宣佈從1月25日起暫時關閉，直至5月11日重開，恢复运营初期实行限流、提前购票及预约入园机制，是疫情期間全球第一個宣布重開日期的迪士尼樂園。
2021年10月31日傍晚，因浙江省杭州市通报2019冠狀病毒病病例曾于10月30日到访过上海迪士尼樂園，为配合疫情流行病学调查，上海迪士尼乐园和迪士尼小镇即时关闭，并临时停止运行部分游乐设施。已在园内的游客，需要在离园时在出口处接受核酸检测，检测结果为阴性的方可离园；两天后再次做核酸检测，待两天核酸检测阴性后，做好后续12天自主健康监测。乐园附近的迪士尼站也已临时关闭，上海市交通委已安排220辆临时接驳公交车至迪士尼西公交枢纽转送迪士尼游客。根据上海市疫情防控工作领导小组办公室发布的紧急通告，所有在10月30日、31日到访过上海迪士尼乐园和迪士尼小镇的游客应主动向所在社区和单位（或学校等）报告，并应立即前往就近的指定医疗机构进行核酸检测。待2次核酸检测阴性后，继续做好后续12天自主健康监测，其间分别于第1、2、7、14天进行4次核酸检测。前两天暂时不返工返校，留在家中，非必要不外出。当晚，上海迪士尼度假区表示上海迪士尼乐园和迪士尼小镇将于11月1日和2日暂时关闭，恢复运营时间另行通知。已持有在10月31日、11月1日、11月2日入场的上海迪士尼乐园门票的游客，可以在未来六个月内任选一天到访上海迪士尼乐园或选择退款。截至11月1日8时，累计筛查相关人员33863人，核酸检测结果均为阴性。累计采集相关场所物品和环境样本920件，核酸检测结果均为阴性。相关场所已进行终末消毒。2021年11月3日，上海迪士尼樂園恢复运营。2022年3月21日起，上海迪士尼再次因疫情关闭。2022年6月30日，上海迪士尼乐园恢复运营。
2022年10月31日起，上海迪士尼度假区繼續再度关闭，也是年內第二度停運，去年也發生過類似事故。根据通告，仍在园游客得核酸阴性才能离开，不過所幸遊樂設施仍開放，並提供晚餐與補貼。此外，10月27日起入园的游客都需要进行三天三检。同日下午，上海市卫健委通报新增一例确诊病例，其活动轨迹涉及迪士尼乐园。截至10月31日晚，上海迪士尼全部在园游客均已安全离开；截至11月1日早晨8时，上海迪士尼已累计排查管控相关人员5803人，核酸检测结果均为阴性；累计筛查43.9万人，核酸检测结果均为阴性；采集环境样本216件，核酸检测结果均为阴性，相关环境均已落实消毒措施。11月25日，上海迪士尼乐园恢复开放。11月29日起再度关闭。12月8日再度開放。
2023年3月6日，上海迪士尼乐园宣布恢复与迪士尼朋友的近距离互动，迪士尼朋友签名和与迪士尼朋友进餐体验也将稍后恢复。

### 玲娜贝儿相关事件
玲娜贝儿（LinaBell）是上海迪士尼乐园推出的全新卡通形象，官方介绍是一只充满好奇心、热爱思考的小狐狸，是以迪士尼熊达菲为主体的“达菲家族”的新朋友，2021年9月29日首度亮相。由于其灵动活泼的肢体动作，以及粉丝们通过表情包等形式对其形象的二次丰富，让玲娜贝儿收获了大批粉丝，甚至发展出一套“玲学”，粉丝们也给玲娜贝儿取名为“儿儿”。另外上海迪士尼乐园位于浦东川沙地区，玲娜贝儿也被称为“川沙妲己”。
2021年12月5日，一网民反映自己过生日时，在上海迪士尼度假区与“玲娜贝儿”互动，结果扮演者态度不好，令她很生气，此事引发争议。当时拍摄视频的女子和朋友一起在互动区排队近两个小时，走到玲娜贝儿面前请求互动和生日祝福，扮演者以敷衍和搞怪的态度糊弄了过去，互动了仅仅30秒，还数次指着出口的位置示意他们离开，将虚拟“飞吻”往地上摔、用脚踩。网民评论是游客违反规则在先。翌日，一名天津游客分享了和玲娜贝儿互动的视频，她在上海见玲娜贝儿时却被敷衍对待。在该游客想要玲娜贝儿摇尾巴互动时，被拒绝互动并多次指向出口处示意离开。
2021年12月12日，玲娜贝儿的三款玩具商品开启预约购买通道，一些网民在社交平台反映，发现预约页面显示白屏无法打开，之后刷新页面时，显示所有预约已满。而二手平台也出现了炒卖链接，二手价最高炒到3000元。而上海迪士尼在公告中表示商品数量有限，售完即止。12月13日，上海迪士尼乐园表示，由于短期内的巨大需求量和疫情等因素影响下的生产瓶颈，造成预约已满。上海迪士尼乐园也就此表达歉意，将加大玲娜贝儿相关商品的补货力度。

## 大众文化

### 影视作品
- 在2020年电影《花木兰》中，为呼应电影主题，迪士尼片方特将他们的片头标志融入中式风格，原来的城堡被上海迪士尼乐园的奇幻童话城堡所替代。[74]

## 未来发展

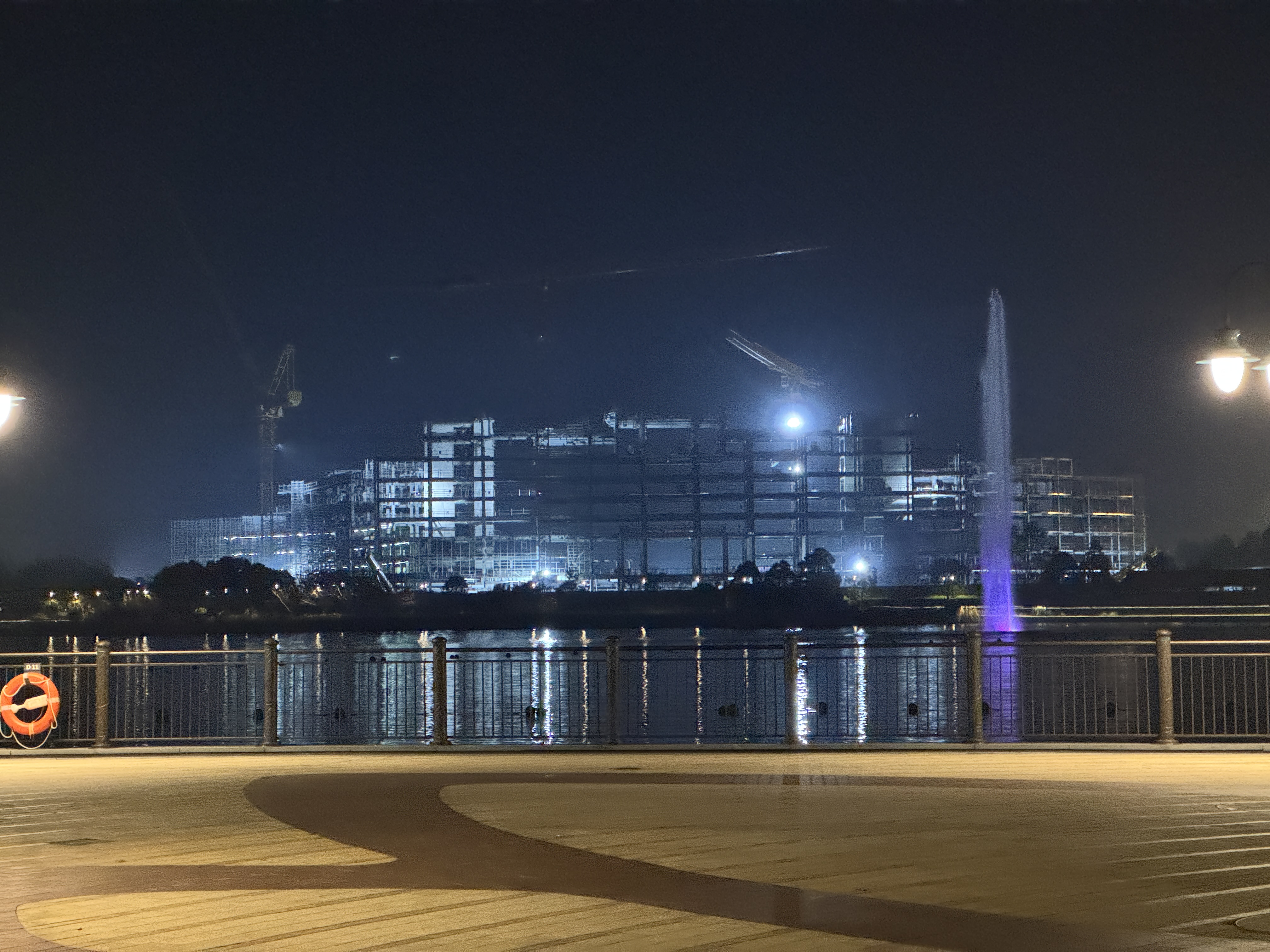
建设中的上海迪士尼乐园第三座酒店，2024年12月

- 2023年8月，坐落于星愿湖畔、毗邻上海迪士尼乐园酒店的第三间酒店开工，拥有400间客房。[75]
- 2024年3月11日，上海迪士尼度假区宣布全新的主题乐园扩建计划，将在“疯狂动物城”与“宝藏湾”主题园区之间新增一座具有两次弹射的过山车游乐项目“艾特项目”，高度约15米。[76][77][78]同年8月10日的D23展会上，官方正式宣布此过山车为蜘蛛侠主题。

## 資料來源
1. ↑  .   [2016-06-16]. （原始内容存档于2020-11-03）.
2. ↑  .   [2016-06-16]. （原始内容存档于2020-11-14）.
3. ↑  .   [2016-06-16]. （原始内容存档于2019-02-19）.
4. ↑  .   [2016-06-16]. （原始内容存档于2019-02-19）.
5. 1 2  . 蘋果日報. 2015年2月5日  [2015年2月5日]. （原始内容存档于2016年3月4日）.
6. ↑  【上海米奇】上海迪士尼今午１２時正式開園，擴建計劃已啟動 （页面存档备份，存于），上海迪士尼中午開幕！園內備戰「準備好了」 （页面存档备份，存于），最新》迪士尼中午開幕 首班地鐵人潮多 （页面存档备份，存于），最新》迪士尼中午開幕 嚴格安檢入園需開包檢查 （页面存档备份，存于），2018年4月26日開園不到兩年、第一個擴建園區——玩具總動員開幕
7. ↑   (新闻稿). 上海迪士尼度假区. 2014-03-19  [2014-07-28].
8. ↑   (新闻稿). 上海迪士尼乐园新闻发布室. 2011-04-08  [2011-05-26]. （原始内容存档于2011-09-18）.
9. ↑  . Disney Parks Blog. Disneyparks.disney.go.com.   [2014-05-21]. （原始内容存档于2020-11-14）.
10. ↑  . U Travel.   [2015-07-24]. （原始内容存档于2020-11-03） （中文（香港））.
11. ↑  . Disney Parks Blog. Disneyparks.disney.go.com.   [2014-05-21]. （原始内容存档于2020-11-14）.
12. ↑   (新闻稿). 上海迪士尼度假区. 2013-05-24  [2014-07-28].
13. ↑  . Disney Parks Blog. Disneyparks.disney.go.com.   [2014-05-21]. （原始内容存档于2020-11-14）.
14. ↑  . BTMUSIC. 2016-06-16  [2017-03-03]. （原始内容存档于2016-12-20）.
15. ↑  .   [2023-01-11]. （原始内容存档于2023-01-11）.
16. ↑  . 新浪上海综合. 2016-02-03  [2016-02-03]. （原始内容存档于2016-02-04）.
17. ↑  . 上海迪士尼度假区. 2017-12-06  [2016-02-03]. （原始内容存档于2020-09-23）.
18. ↑  . 上海迪士尼度假区.   [2023-01-20]. （原始内容存档于2020-09-23） （中文（简体））.
19. ↑  . std.stheadline.com. 2024-09-25  [2024-09-25]. （原始内容存档于2024-12-27） （中文（香港））.
20. ↑  . 中新经纬. 2024-09-25  [2024-09-25]. （原始内容存档于2024-09-25）.
21. ↑  . 环球时报. 2024-11-20  [2024-11-20].
22. ↑  . 上海迪士尼度假区官方网站.   [2023-03-19]. （原始内容存档于2023-05-10）.
23. ↑  . 东方网. 2023-03-17  [2023-03-17]. （原始内容存档于2023-03-19）.
24. ↑  . 东方网.   [2023-09-12]. （原始内容存档于2023-09-21）.
25. ↑  . 微信公众平台.   [2024-06-07]. （原始内容存档于2024-12-27）.
26. ↑  Glover, Erin. . Disney Parks. June 14, 2016  [June 15, 2016]. （原始内容存档于2016-06-17）.
27. ↑  . 中国文明网. 2016-06-16  [2016-06-16]. （原始内容存档于2016-06-29）.
28. 1 2 3  . 香港苹果日报. 2016-06-17  [2016-06-17]. （原始内容存档于2016-11-30）.
29. ↑  . 澎湃新闻. 2016-06-19  [2016-06-19]. （原始内容存档于2020-11-07）.
30. ↑  . 新浪上海. 2016-06-17  [2016-06-19]. （原始内容存档于2016-08-13）.
31. ↑  新浪综合. . 新浪网. 2017-01-18  [2020-06-15]. （原始内容存档于2020-06-15）.
32. ↑  . 大众网. 2017-11-17  [2017-12-06]. （原始内容存档于2020-08-19）.
33. ↑  . 新华网. 2019-08-11  [2019-08-13]. （原始内容存档于2020-08-19）.
34. ↑  . 每经网. 2019-08-13  [2019-08-13]. （原始内容存档于2020-11-03）.
35. ↑  . 侨报网. 2019-08-12  [2019-08-13]. （原始内容存档于2019-08-13）.
36. ↑  . 人民网. 2019-08-23  [2019-08-29]. （原始内容存档于2020-08-08）.
37. ↑  . 澎湃新闻·澎湃号·媒体. 2019-08-25  [2019-08-29]. （原始内容存档于2020-11-03）.
38. ↑  . 联合早报. 2019-09-06  [2019-09-07]. （原始内容存档于2019-09-06）.
39. ↑  . 第一财经. 2019-09-11  [2019-09-11]. （原始内容存档于2019-09-24）.
40. ↑  . 第一财经. 2019-12-02  [2019-12-03]. （原始内容存档于2020-11-03）.
41. ↑  . 中新网. 2019-09-12  [2019-09-12]. （原始内容存档于2019-09-13）.
42. ↑  . 凤凰网.   [2020-06-15]. （原始内容存档于2020-11-03）.
43. ↑  新民. . 新浪网. 2019-08-10  [2020-06-15]. （原始内容存档于2020-11-03）.
44. ↑  . www.xinhuanet.com.   [2019-08-23]. （原始内容存档于2020-08-13）.
45. ↑  . www.nbd.com.cn.   [2019-08-23]. （原始内容存档于2020-11-03）.
46. ↑  . news.bandao.cn.   [2021-05-11]. （原始内容存档于2021-05-11）.
47. ↑  Welle (www.dw.com), Deutsche. . DW.COM.   [2021-05-11]. （原始内容存档于2020-11-03） （中文（中国大陆））.
48. ↑  . 新浪新聞中心. 2020-01-24  [2020-08-04]. （原始内容存档于2020-11-03）.
49. ↑  Storm.mg. . www.storm.mg. 2020-01-25  [2020-08-04]. （原始内容存档于2020-11-03） （中文（臺灣））.
50. ↑  Welle (www.dw.com), Deutsche. . DW.COM.   [2020-08-04]. （原始内容存档于2020-11-03） （中文（中国大陆））.
51. ↑  .   [2020-05-06]. （原始内容存档于2020-11-03）.
52. ↑  . 上观新闻. 2020-05-11  [2020-05-16]. （原始内容存档于2020-11-03）.
53. ↑  高江虹. . 21世纪经济报道. 2021-10-31  [2021-10-31]. （原始内容存档于2021-10-31）.
54. ↑  . 上海发布. 2021-10-31  [2021-10-31]. （原始内容存档于2022-03-12）.
55. ↑  许立波. . 每日经济新闻. 2021-10-31  [2021-10-31]. （原始内容存档于2021-11-04）.
56. ↑  杨玉红. . 新民晚报. 2021-10-31  [2021-10-31]. （原始内容存档于2021-10-31）.
57. ↑  . 上海发布微信公众号. 2021-11-01  [2021-11-01]. （原始内容存档于2021-11-01）.
58. ↑  .   [2021-11-02]. （原始内容存档于2021-11-05）.
59. ↑  .   [2022-03-20]. （原始内容存档于2022-04-22）.
60. ↑  .   [2022-06-28]. （原始内容存档于2022-07-02）.
61. ↑  .   [2022-10-31]. （原始内容存档于2022-11-26）.
62. ↑  .   [2022-11-01]. （原始内容存档于2022-11-15）.
63. ↑  . 联合早报. 2022-11-01  [2022-11-01].
64. ↑  曹玲娟. . 人民日报客户端上海频道. 2022-10-31  [2022-11-01]. （原始内容存档于2022-11-01）.
65. ↑  . 联合早报. 2022-11-01  [2022-11-01].
66. ↑  . 中国网旅游. 2022-11-25  [2022-11-25]. （原始内容存档于2022-11-25）.
67. ↑  .   [2022-11-29]. （原始内容存档于2022-11-29）.
68. ↑  .   [2022-12-08]. （原始内容存档于2022-12-08）.
69. ↑  . 中新经纬. 2023-03-06  [2023-03-06]. （原始内容存档于2023-03-06）.
70. ↑  . 快科技. 2021-09-17  [2021-12-14]. （原始内容存档于2021-12-14）.
71. 1 2  . 潇湘晨报. 2021-12-08  [2021-12-14]. （原始内容存档于2021-12-08）.
72. ↑  . 澎湃新闻. 2021-12-13  [2021-12-14]. （原始内容存档于2021-12-14）.
73. ↑  陶凤. . 北京商报. 2021-12-14  [2021-12-14]. （原始内容存档于2021-12-14）.
74. ↑  Guerrasio, Jason. . Insider. 2020-09-12  [2022-01-21].
75. ↑  .   [2024-04-29]. （原始内容存档于2024-04-29）.
76. ↑  .   [2024-04-29]. （原始内容存档于2024-04-29）.
77. ↑   (PDF).   [2024-04-29]. 原始内容存档于2024-04-29.

## 外部連結
- 上海迪士尼度假區（页面存档备份，存于）
- 迪士尼樂園入口網站（页面存档备份，存于）（英文）
- 上海迪士尼樂園建設照片（页面存档备份，存于）（英文）
- 上海迪士尼攻略 （页面存档备份，存于）